# كارل هيكر
كارل هيكر (بالألمانية: Carl Hecker) هو شخصية أعمال ألماني، ولد في 22 سبتمبر 1795 في إلبرفيلد في ألمانيا، وتوفي في 17 مارس 1873 في بون في ألمانيا.